# Mimosa suffruticosa
Mimosa suffruticosa är en ärtväxtart som först beskrevs av Wilhelm Vatke, och fick sitt nu gällande namn av Emmanuel Drake del Castillo. Mimosa suffruticosa ingår i släktet mimosor, och familjen ärtväxter. Inga underarter finns listade i Catalogue of Life.